# 조지 준드저
조지 준자(George Dzundza, 1945년 7월 19일 ~ )는 미국의 배우이다.

## 출연 작품
- 크림슨 타이드